# Valentin Areh
Valentin Areh (Lubiana, 22 agosto 1971) è un giornalista sloveno.
Si è laureato in storia all'Università di Lubiana, capitale della Slovenia, dove frequentò anche un master universitario. Inizia a fare il giornalista nel 1991 presso la slovena Obramba. Dopo aver svolto svariati lavori, è giornalista professionista dal 1995. Dopo Obramba ha lavorato per POP TV, Associated Press, Italia Uno e Canale 5.
Dal 1992 al 1995 è stato corrispondente di guerra dalla Croazia e dalla Bosnia diventando testimone della guerra civile. Nel 1998 è di nuovo corrispondente di guerra in Kosovo, nel 2000 in Cecenia, nel 2001 in Afghanistan e nel 2003 in Iraq. 